# Gezinsbond
De Gezinsbond is een  pluralistische en democratisch samengestelde vereniging zonder winstoogmerk die de belangen van gezinnen verdedigt in Vlaanderen en Brussel. De vereniging komt op voor een meer kind- en gezinsvriendelijke samenleving en steunt op vier pijlers: dienstverlening, sociaal-cultureel werk, een verenigingsleven en gezinspolitieke acties.

## Geschiedenis
In 1921 kwam de Bond der Talrijke Huisgezinnen tot stand als sociale beweging voor het gezin met zo'n 3.000 leden. Na de Eerste Wereldoorlog waren er veel kostwinners gesneuveld. De industriële revolutie zorgde voor meer armoede, vooral bij grote gezinnen. De Bond wilde die ondersteunen en streven naar gelijkwaardige levensomstandigheden tussen gezinnen met en gezinnen zonder kinderen. In 1922 kwam de eerste uitgave van het driemaandelijkse Blad van den Belgischen Bond der Talrijke Huisgezinnen. De beweging groeide snel. Gezien geboorteplanning niet aan de orde was, werd de naam in 1927 gewijzigd in Bond der Kroostrijke Gezinnen. Het ledental was gegroeid tot ongeveer 65.000. In 1933 werd de eerste Almanak der Kroostrijke Gezinnen uitgegeven. De teksten werden geschreven door Willem Elsschot tot de publicatie werd stopgezet in 1941. 
Aanvankelijk richtte men zich op de materiële noden van de gezinnen, maar gaandeweg kreeg de Bond ook meer aandacht voor thema's zoals de relatie tussen man en vrouw, tussen ouders en kinderen, de opvoeding van de kinderen, de emancipatie van het gezin en rechten van kinderen. Door de babyboom na de Tweede Wereldoorlog kende de Bond een groot succes en trad op als spreekbuis van de gezinnen met (veel) kinderen bij de overheid om gezinsvriendelijke maatregelen te bekomen:
- (verhoging van) kinderbijslag;
- studietoelagen;
- goedkope leningen voor het bouwen of kopen van een woning;
- aanpassing van de belastingwetgeving ten gunste van gezinnen met kinderen;
- afschaffing van de militaire dienstplicht. De slogan ten tijde van de veralgemeende dienstplicht was bijvoorbeeld: "Eén dienst per gezin";
- voorkeurtarieven voor openbaar vervoer;
- betaalbare en kwaliteitsvolle kinderopvang;
- behoorlijk vergoed ouderschapsverlof.

De Bond was unitair en tweetalig, maar met de taalstrijd in België drong zich in 1961 een splitsing op en ontstonden de Nederlandstalige Bond van Grote en van Jonge Gezinnen (BGJG) en de Franstalige Ligue des Familles Nombreuses et des Jeune Foyers. Als erkende culturele vereniging organiseerde de Bond activiteiten zoals aangepaste vakantiemogelijkheden voor grote gezinnen, taaluitwisselingen, sport- en creatieve vakanties, opleidingen voor jongerenwerking ...
Op 23 februari 2002 werd de naam Bond van Grote en van Jonge Gezinnen officieel gewijzigd in Gezinsbond. Iedereen kan lid worden, ook met minder dan drie kinderen, zoals ten tijde van de oprichting. De Gezinsbond ontplooit zijn werking naar alle gezinnen, dus ook voor gezinnen die in armoede leven, een andere etnisch-culturele achtergrond hebben, nieuw samengestelde gezinnen en eenoudergezinnen.
Waar de Gezinsbond vroeger werkte met de gezinszegels als spaarsysteem en nadien met de gezinsspaarkaart, werd vanaf 2014 een nieuwe lidkaart uitgebracht. Deze nieuwe kaart is zowel een lidkaart als een kaart om korting mee te sparen. Ook werd een digitaal platform 'mijn gezinsbond' op www.gezinsbond.be ontwikkeld, waar gezinnen hun eigen gegevens kunnen controleren en aanpassen, hun abonnementen kunnen checken en hun spaarsaldo kunnen raadplegen.

### Voorzitters
- 1921-1929: Michel Levie
- 1942-1959: Leo Scheere
- 1960-2000: Frans Van Mechelen
- 2000-2011: Roger Pauly
- 2012-2023: Frans Schotte[1]
- Sinds 9/12/2023 is Ivo Mechels voorzitter

## Werking
De organisatie ijvert als grootste gezinsbeweging in Vlaanderen voor:
- de bevordering van de solidariteit tussen de gezinnen;
- de belangenbehartiging van gezinnen;
- een gezins- en kindvriendelijk klimaat.

De werkterreinen van de Gezinsbond zijn:
- dienstverlening, zoals de kinderoppasdienst, de tweedehandsbeurzen, webinars rond opvoeding ...;
- financiële dienstverlening, zoals de lidkaart waarmee leden winkelen, kopen en sparen met korting;
- sociaal-cultureel werk en verenigingsleven;
- gezinspolitieke acties en uitwerken van gezinspolitieke standpunten.

Een voorbeeld van een actie is het weerkerend project Reuzenhuis, waarbij het interieur van een woning op schaal wordt nagebouwd op maat van reuzen, zodat volwassenen hun huis 'door de ogen van een kind' kunnen ervaren. 
De Gezinsbond geeft ook De Bond uit, een maandelijks magazine dat wordt verstuurd naar alle gezinnen die lid zijn van de organisatie. Een andere publicatie is de reeks 'Brieven aan Jonge Ouders' die verstuurd wordt naar gezinnen waar een kind wordt geboren. De reeks belicht maand per maand de ontwikkeling van een kind en geeft tips voor de ouders. Ouders met tieners tussen 12 en 16 jaar krijgen het magazine BOTsing in de bus. En voor de grootouders heeft de organisatie het magazine GROOTouders ontwikkeld. 
De Gezinsbond heeft een uitgebreide werking rond opvoedingsondersteuning en een gevarieerd vormingsaanbod. Hij werkt ook samen met het 'Hoger Instituut voor Gezinswetenschappen', dat in een opleiding op bachelor-niveau voorziet.
De Gezinsbond is in de eerste plaats echter een vrijwilligersorganisatie die zijn werking kan waarmaken dankzij de enthousiaste inzet van duizenden vrijwilligers verspreid over de afdelingen in Vlaanderen.